# Ngapi
Il ngapi (in birmano ငါးပိ, nome completo ngapi-seinsa) è uno dei condimenti più importanti della cucina birmana ed è preparato con pesce o gamberetti bolliti e conditi con aglio pestato, peperoncini secchi tostati e peperoncino in polvere. Viene usato come salsa per verdure e frutta fresche, bollite o sottaceto, e può accompagnare anche un piatto di riso.

## Utilizzi
Uno dei modi più comuni di consumare il ngapi è quello di tostarlo per preparare un'insalata con cipolle, aglio, peperoncino verde e irrorarlo con il succo di limetta. Può anche essere pestato insieme a gamberetti secchi, cipolla, aglio e peperoncino in polvere per formare una palla da cui si raschiano via dei pezzettini che si mangiano con fettine di limetta o verdure.
Il ngapi accompagna soprattutto piatti a base di pesce e verdure, più raramente la carne.